# Boston Marathon 1994
De Boston Marathon 1994 werd gelopen op maandag 18 april 1994. Het was de 98e editie van de Boston Marathon. De Keniaan Cosmas Ndeti kwam als eerste over de streep in 2:07.15. De Duitse Uta Pippig won bij de vrouwen met een persoonlijke recordtijd van 2:21.45.

## Uitslagen
| rang   | naam                    | land | tijd    |
| ------ | ----------------------- | ---- | ------- |
| Goud   | Cosmas Ndeti            | KEN  | 2:07.15 |
| Zilver | Andrés Espinosa         | MEX  | 2:07.19 |
| Brons  | Jackson Kipngok         | KEN  | 2:08.08 |
| 4      | Young-Cho Hwang         | KOR  | 2:08.09 |
| 5      | Arturo Barrios          | MEX  | 2:08.28 |
| 6      | Boay Akonaay            | TAN  | 2:08.35 |
| 7      | Robert Kempainen        | USA  | 2:08.47 |
| 8      | Luketz Swartbooi        | NAM  | 2:09.08 |
| 9      | Sam Nyangincha          | KEN  | 2:09.15 |
| 10     | Moses Tanui             | KEN  | 2:09.40 |
| 11     | Bong-Ju Lee             | KOR  | 2:09.57 |
| 12     | Martín Fiz              | ESP  | 2:10.21 |
| 13     | Luíz Antônio dos Santos | BRA  | 2:10.39 |
| 14     | Lameck Aguta            | KEN  | 2:11.19 |
| 15     | Thabiso Moqhali         | LES  | 2:11.40 |
| 16     | John Kagwe              | KEN  | 2:11.52 |
| 17     | Benson Masya            | KEN  | 2:12.35 |
| 18     | Ezekiel Bitok           | KEN  | 2:12.45 |
| 19     | Carlos Tarazona         | VEN  | 2:12.49 |
| 20     | Keith Brantly           | USA  | 2:13.00 |
| 21     | Joaquim Pinheiro        | POR  | 2:13.12 |
| 22     | Mark Coogan             | USA  | 2:13.24 |
| 23     | Sammy Lelei             | KEN  | 2:13.40 |
| 24     | Dan Held                | USA  | 2:13.50 |
| 25     | Zabron Miano            | KEN  | 2:14.16 |

### Vrouwen
| rang   | naam               | land | tijd    |
| ------ | ------------------ | ---- | ------- |
| Goud   | Uta Pippig         | GER  | 2:21.45 |
| Zilver | Valentina Jegorova | RUS  | 2:23.33 |
| Brons  | Elana Meyer        | RSA  | 2:25.15 |
| 4      | Alena Peterkova    | CZE  | 2:25.19 |
| 5      | Carmen de Oliveira | BRA  | 2:27.41 |
| 6      | Mónica Pont        | ESP  | 2:29.36 |
| 7      | Martha Tenorio     | ECU  | 2:30.12 |
| 8      | Kim Jones          | USA  | 2:31.46 |
| 9      | Colleen De Reuck   | RSA  | 2:31.53 |
| 10     | Albertina Dias     | POR  | 2:33.21 |
| 11     | Emma Scaunich      | ITA  | 2:33.36 |
| 12     | Sachiyo Seiyama    | JPN  | 2:35.46 |
| 13     | Gabrielle O'Rourke | NZL  | 2:36.30 |
| 14     | Irina Bondarchuk   | RUS  | 2:36.53 |
| 15     | Mary-Lynn Currier  | USA  | 2:37.01 |
| 16     | Alina Ivanova      | RUS  | 2:37.15 |
| 17     | Veronica Kanga     | KEN  | 2:38.46 |
| 18     | Laura Edmark       | USA  | 2:39.38 |
| 19     | Natalia Galushko   | BLR  | 2:40.09 |
| 20     | Sonya Betancourt   | MEX  | 2:40.55 |
| 21     | Maria-Luisa Muñoz  | ESP  | 2:41.18 |
| 22     | Kimberly Webb      | CAN  | 2:41.22 |
| 23     | Suzana Ciric       | YUG  | 2:41.46 |
| 24     | Barbara Acosta     | USA  | 2:43.36 |
| 25     | Sharlet Gilbert    | USA  | 2:43.46 |

1897 ·
1898 ·
1899 ·
1900 ·
1901 ·
1902 ·
1903 ·
1904 ·
1905 ·
1906 ·
1907 ·
1908 ·
1909 ·
1910 ·
1911 ·
1912 ·
1913 ·
1914 ·
1915 ·
1916 ·
1917 ·
1918 ·
1919 ·
1920 ·
1921 ·
1922 ·
1923 ·
1924 ·
1925 ·
1926 ·
1927 ·
1928 ·
1929 ·
1930 ·
1931 ·
1932 ·
1933 ·
1934 ·
1935 ·
1936 ·
1937 ·
1938 ·
1939 ·
1940 ·
1941 ·
1942 ·
1943 ·
1944 ·
1945 ·
1946 ·
1947 ·
1948 ·
1949 ·
1950 ·
1951 ·
1952 ·
1953 ·
1954 ·
1955 ·
1956 ·
1957 ·
1958 ·
1959 ·
1960 ·
1961 ·
1962 ·
1963 ·
1964 ·
1965 ·
1966 ·
1967 ·
1968 ·
1969 ·
1970 ·
1971 ·
1972 ·
1973 ·
1974 ·
1975 ·
1976 ·
1977 ·
1978 ·
1979 ·
1980 ·
1981 ·
1982 ·
1983 ·
1984 ·
1985 ·
1986 ·
1987 ·
1988 ·
1989 ·
1990 ·
1991 ·
1992 ·
1993 ·
1994 ·
1995 ·
1996 ·
1997 ·
1998 ·
1999 ·
2000 ·
2001 ·
2002 ·
2003 ·
2004 ·
2005 ·
2006 ·
2007 ·
2008 ·
2009 ·
2010 ·
2011 ·
2012 ·
2013 ·
2014 ·
2015 ·
2016 ·
2017 ·
2018 ·
2019 ·
2020 ·
2021 ·
2022